# Agnita

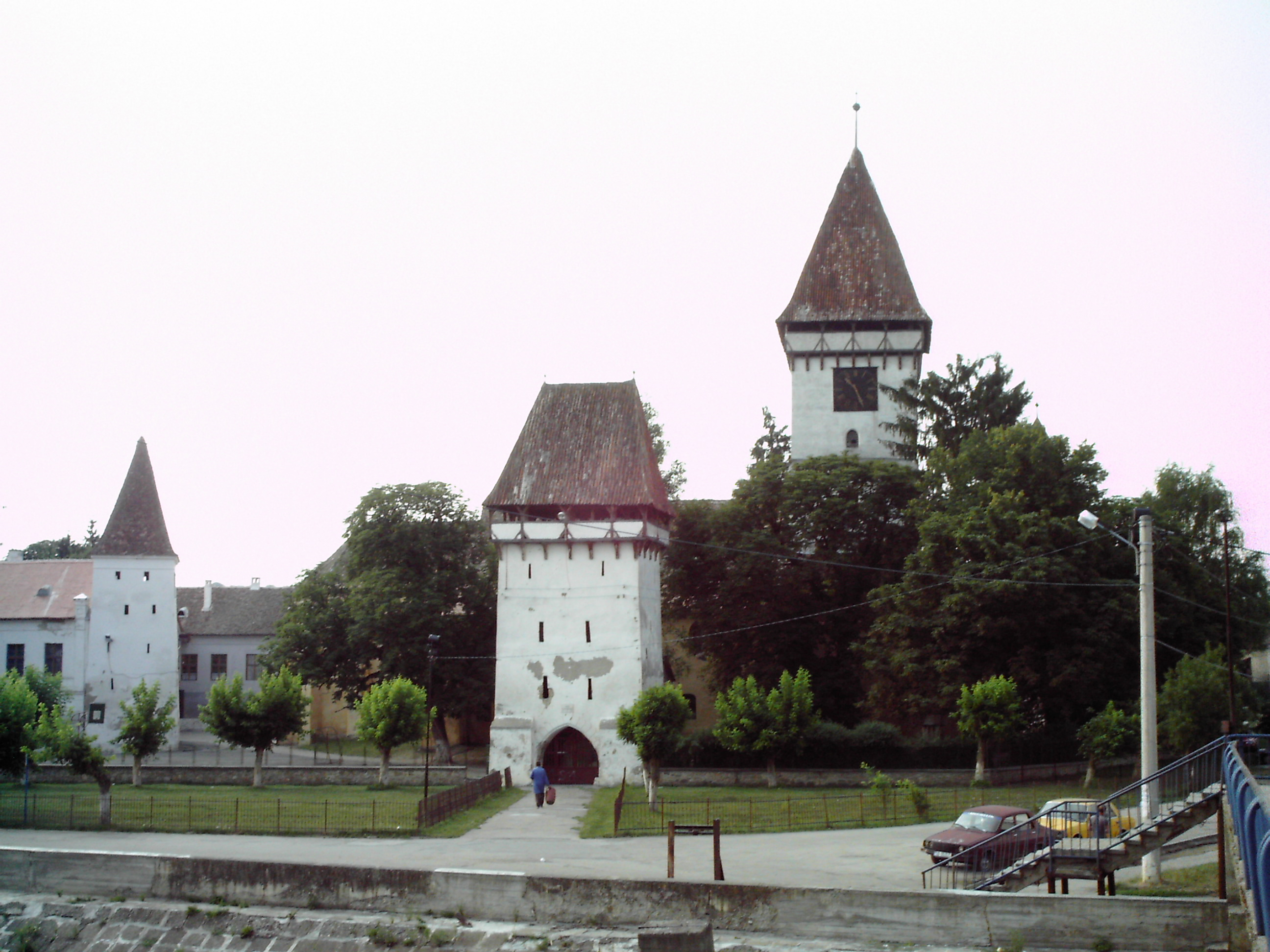
Cidadela de Agnita

Agnita é uma cidade da Romênia com 12 115 habitantes, localizada no județ (distrito) de Sibiu.